# Eucrostes indigenata
Eucrostes indigenata là một loài bướm đêm trong họ Geometridae.